# Alfredo Gutiérrez
Alfredo de Jesús Gutiérrez Vital (Paloquemao , Sucre, 17 de abril de 1943), apodado «El rebelde del acordeón», es un músico, acordeonero, compositor, arreglista y cantante de música vallenata colombiano.
Se ha coronado "Rey Vallenato" en la categoría acordeón profesional del Festival de la Leyenda Vallenata en Valledupar, en tres ocasiones, por lo que recibe el apodo de Tri-Rey Vallenato.
Gutiérrez es de los artistas vallenatos que más ha grabado producciones musicales en Colombia. En su extensa carrera artística ha recibido numerosos premios entre los que se cuentan tres Congos de Oro del Carnaval de Barranquilla; dos Trébol de Oro y un Califa de Oro, en México; cinco Guaicaipuro de Oro en Venezuela, y la nominación al Grammy Latino, en 2007 en Estados Unidos, en la categoría Cumbia/Vallenato, por su álbum El más grande con los grandes.

## Familia
Alfredo Gutiérrez nació en el hogar conformado por Alfredo Enrique Gutiérrez Acosta y Dioselina de Jesús Vital Almanza. De su padre, conocido acordeonero del municipio de La Paz, Cesar, heredó el amor por la música. Su madre tenía gran destreza para bailar cumbia. A los 4 años de edad ya ejecutaba el acordeón que su padre le había regalado.

## Trayectoria
A los 6 años de edad, Alfredo Gutiérrez empezó a recorrer las calles tocando su acordeón, junto a su padre, en especial en la zona entre Sincelejo, San Pedro y Magangué, donde era llevado por conductores a los que le pedía aventón. A esta edad ya interpretaba con destreza canciones como La piña madura y La múcura.

### Los Pequeños Vallenatos
Tras una presentación en Bucaramanga, el músico José Rodríguez le propuso conformar una agrupación de niños que interpretaba música vallenata, junto a Arnulfo Briceño y Ernesto Hernández, y que llamaron "Los Pequeños Vallenatos". Con la agrupación Gutiérrez tuvo la oportunidad de viajar por Colombia, Venezuela, Perú, Bolivia, Panamá y Ecuador. Su paso por la agrupación terminó cuando cumplió los 13 años de edad en 1957, cuando su padre se enfermó y se instalaron en Barranquilla.
Luego se radicó en Bogotá, donde tocaba en los buses y trolebuses del transporte público de la ciudad y en la zona de la Universidad Nacional de Colombia, y empezó a ser conocido como "el Niño Prodigio del Acordeón". Tras la muerte de su padre, Gutiérrez regresó a su pueblo natal y al tratar de buscar a alguien para reparar su acordeón, fue hasta Sincelejo donde conoció a Calixto Ochoa.

### Los Corraleros de Majagual (1961-1965)
Por sugerencia del juglar Calixto Ochoa, Alfredo Gutiérrez fue contratado a temprana edad por Antonio Fuentes López, dueño del sello discográfico Discos Fuentes, para grabar varios discos tropicales y entrarle a competir al éxito que había alcanzado Aníbal Velásquez Hurtado. En 1960 dio inicio a su carrera profesional y, en 1968, se consolidó al firmar con el sello disquero Codiscos y realizar la producción discográfica que lo dio a conocer en el país, La Cuñada. Desde entonces, Alfredo Gutiérrez ha llevado sus canciones a toda Colombia y a otros países como México, Estados Unidos, España, Alemania y toda Suramérica.
De 1961 a 1965, Gutiérrez hizo parte de la agrupación Los Corraleros de Majagual como acordeonero principal, junto a los músicos Lisandro Meza, «Chico» Cervantes, Lucho Argain, César Castro, Eliseo Herrera, Calixto Ochoa, Julio Ernesto Estrada «Fruko» y Nacho Paredes.
En 1965, Gutiérrez salió temporalmente de la agrupación y recibió propuestas para integrar su propio conjunto, oportunidad que aprovechó para grabar con Sonolux. En ese álbum logró posicionar como éxito el tema La banda borracha.

### Los Caporales del Magdalena (1968-1974)
En 1968 conformó el grupo Los Caporales del Magdalena.

### 1974
En 1974 regresó a Discos Fuentes y grabó su primer LD, la canción Dina Luz de la autoría de Rafael Escalona.

### Los Corraleros de Majagual (1975-1978)
En 1975 regresó a Los Corraleros de Majagual y grabó la canción La Cañaña. Con Los Corraleros estuvo hasta 1978, cuando se retiró para seguir como solista.

### Tri-Rey Vallenato del Festival de la Leyenda Vallenata
Alfredo Gutiérrez se coronó tres veces Rey del Festival de la Leyenda Vallenata de Valledupar en 1974, 1978 y 1986.

### Con los que son(2014)
En 2014, Alfredo Gutiérrez grabó un álbum de doce canciones con la colaboración de varios artistas entre los que se destacan Carlos Vives, Peter Manjarrés, Jean Carlos Centeno, Jorge Oñate, Daniel Calderón, Pipe Bueno e Iván Villazón.

## Discografía
Algunos de los álbumes grabados por Alfredo Gutiérrez:
- Tres veces Rey Vallenato
- Lo mejor de Alfredo Gutiérrez "El rebele del acordeón"
- Alfredo Gutiérrez, sus estrellas y su música
- Triste arrebal
- Triunfadores del carnaval
- El legítimo rey del acordeón
- El más grande con los grandes
- Los éxitos de Alfredo Gutiérrez "Congo de Oro 1980"
- Saque pareja
- Alegre festival
- Para todos los gustos
- Para todos los gustos vol. 2
- A bailar se dijo
- Alfredo Gutiérrez y sus éxitos de oro
- Los meros meros de la cumbia
- De golpe en golpe
- El romancero del vallenato
- Mis bodas de plata
- Alfredo Gutiérrez y su conjunto vol. 3
- "De nuevo" Los Macajaneros
- Siempre
- Ojos bellos
- Yo soy la cumbia

## Composiciones
Algunas de las composiciones musicales de Alfredo Gutiérrez:
- Majagual
- La paloma guarumera
- Ana Felicia
- El burro muerto
- El palito de malambo
- Sombrerito panameño
- Esta noche es mía
- El jilguerito cantao
- Corazón abandonado
- se quemó la choza
- Festival en guararé (letra)
- La distancia
- El divorciado
- Un amor viejo no se olvida
- No existe mujer perfecta
- Ojos gachos
- Ojos indios
- La sanjuanera
- Dientes de marfil
- Cabellos cortos
- Cabellos Largos
- La caponera
- Rompí tu retrato
- El caserío
- Pobre Valencia
- Adórame
- El palizal
- Algo es algo
- El sueño
- La choza
- Lupita
- Te juro
- Papel quemado
- La edad del cóndor
- El arbolito
- Mujer que no jode es macho
- El pavito
- El diario de un crudo
- El guayabo
- El tiempo que se va no vuelve
- Tilín Tilán
- El aguardientero
- El envenenao
- El Amor
- La misma cruda de ayer
- Como Cali no hay dos
- Yo no dejo de beber
- La puya rebelde
- Triste arrebol
- Raquelita

## Programas
- Senda de gloria - Pablo Gonzáles (1987)
- María Mercedes - Dr Arturo Valadez (1992-1993)
- Loquito por ti - Maestro Migue (2018)
- Leandro Díaz - Alfredo José (2022)

## Radio
- El show de Alfredo Gutiérrez - Radio Libertad en Barranquilla (locutor).[16]

## Premios

### Congos de Oro
Otorgado en el Festival de Orquestas del Carnaval de Barranquilla:
| Año  | Trabajo nominado  | Categoría | Resultado |
| ---- | ----------------- | --------- | --------- |
| 1980 | Alfredo Gutiérrez | Acordéon  | Ganador   |